# Seneca Otto von Falkenskiold
Seneca Otto von Falkenskiold (15. april 1738 i Slagelse – 30. september 1820) var en dansk adelsmand, og general. Han var bror til godsejer Arnoldus von Falkenskiold.

## Ungdom og militær indsats for Rusland
Falkenskiold blev født 15. april 1738 i Slagelse, og faderen, der ønskede, at han skulde følge den militære løbebane, fik ham ansat i et regiment, da han kun var 13 år gammel. Efter en sådan tidlig ansættelse lå den fare nær, at han kunne blive en uvidende garnisonsofficer; men han var en opvakt, livlig natur, der ønskede at se sig om i verden og at uddanne sig under større forhold. Ganske ung gik han derfor i fransk tjeneste under Syvårskrigen, kæmpede med i flere slag og blev såret. Efter at krigen var endt, vendte han tilbage til sit fædreland og fik et kompagni i regimentet Delmenhorst, der lå i garnison i Norge; men han higede snart efter atter at komme udenlands, og med orlov fra sit regiment foretog han rejser omkring i forskellige europæiske lande. Han var i mellemtiden (1765) blevet optaget i den københavnske frimurerloge St. Martin. Da han var vendt tilbage derfra, blev han 1768 udnævnt til generaladjudant og fik kammerherrenøglen. Han havde kendelig vind i sejlene; men hans ærgerrighed og rastløse higen efter virksomhed på en større skueplads bragte ham til snart (1769) at søge ansættelse i den russiske hær under den krig mellem Rusland og Tyrkiet, der var udbrudt i året 1768. Han fik stilling som oberstløjtnant i Ingeniørerne og udmærkede sig i den grad både ved intelligens og personlig tapperhed, at han var en af de 12 første officerer, der opnåede den nylig oprettede Skt. Georgs-Orden. Også avancerede han til oberst, og en glimrende karriere i den russiske hær syntes at ligge åben for ham.

## Kaldt hjem af Struensee
Imidlertid var Struensee kommen til magten her hjemme. På alle punkter skulle der reformeres, og Struensee trængte til mænd, der ikke hang i gamle fordomme. Da blev hans opmærksomhed henledt på Falkenskiold, der både var en ypperlig officer, havde set sig godt omkring i verden, havde deltaget i to store krige og havde nøje kendskab til tvende stormagtshære. Han lod ham altså
kalde hjem, og Falkenskiold fulgte, om end nødig, kaldet. På vejen hjemad havde han i Sankt Petersborg lejlighed til at se den forbitrelse, som Struensee her havde vakt ved at ville fjerne den dansk-norske stats politik fra den nøje samvirken med Rusland, særlig med hensyn til Sverige, der i de nærmest foregående år havde været betegnende for den ældre Bernstorffs ledelse af statens udenrigspolitik.
Efter hvad han selv fortæller, blev han af de tvende mænd, der i dette øjeblik havde den største indflydelse på den udenrigske styrelse i Rusland, Nikita Ivanovich Panin og Caspar von Saldern, stærkt opfordret til at følge kaldelsen hjemme fra for i København at modarbejde den antirussiske strømning. Dette gjorde han også, da han kom hjem, og måske virkede hans forestillinger med til, at Struensee besluttede at forsøge en tilnærmelse til Rusland. Han sendte Falkenskiold selv (1771) til Sankt Petersborg med tilbud om at ville lade danske krigsskibe forene sig med den russiske flåde i Middelhavet under dens kampe med tyrkerne; men denne sendelse slog ganske fejl, da Rusland aldeles ikke brød sig om hjælp mod tyrkerne. Imidlertid var Falkenskiold efter sin første hjemkomst fra Rusland blevet oberst ved livregimentet, og da hans mislykkede sendelse til Sankt Petersborg var endt, fik han sæde som deputeret i Generalitets- og Kommissariatskollegiet. Han tilrådede i denne stilling forskellige forandringer i hærvæsenets ordning. Også gjaldt han for at være en nær tilhænger af Struensee, og han modtog forskellige pengegaver af statskassen, som Struensee fik anvist ham.

## Suget med i Struensees fald
Hvis man kan stole på hans egne meddelelser, så han imidlertid klart det uholdbare i Struensees stilling og var ikke blind for, hvor urigtig denne bar sig ad med at gennemføre sine reformer, også dem, der i og for sig vare sunde og forstandige. Han frarådede Struensee indstændig at gå for hastig frem. Men hvor lidt han end hørte til dennes blinde Beundrere, blev han dog draget med i hans ulykke. Rimeligvis har han haft bitre fjender i de højere officerer, der spillede en vigtig rolle ved katastrofen 17. januar 1772. Han blev fængslet samtidig med Struensee og behandlet med skammelig vilkårlighed. Først efter at have været holdt i over 7 ugers utålelig arrest, blev han stillet for en kommission og måtte besvare en række anklagepunkter, det ene mere urimeligt og småligt end det andet, og iblandt hvilke et af de værste var, at han en gang, da han med sit regiment mødte Arveprins Frederik, havde ladet musikken blive ved at spille og ikke givet plads til, at prinsen kunde komme forbi. Men hvor taktløst dette end var, så berettigede dog hverken denne forseelse eller, hvad der ellers blev lagt ham til last, magthaverne til, uden at hans sag blev genstand for en formelig rettergang, at sende ham i forvisning på livstid til Munkholmen. Han ankom her til 4. august 1772. Uagtet dette fængsel visselig var et alt andet end indbydende opholdssted, og skønt han døjede af det barske klima og mange ubekvemmeligheder, blev han dog i det hele ikke hårdt behandlet. Han kunde i rigt mål hengive sig til litterære sysler, og han affattede her en del af sine memoirer. Det gør et tiltalende indtryk at se, hvorledes han bevarede friskhed nok til at kunne glæde sig over det storladne indtryk, som stedets natur gjorde på ham.

## Benådning og alderdom
Lykkeligvis blev der ikke gjort alvor af domfældelsen til livsvarigt fængsel. Han blev 21. august 1776 benådet, således at han kunde tage ophold i Provence eller Languedoc; men han måtte forpligte sig til aldrig at forlade denne egn uden kongelig tilladelse og ej heller træde i nogen fremmed magts tjeneste. Det følgende års forår tog han Ophold i Montpellier (12. april 1777); men et par år efter flyttede han (1780) med regeringens tilladelse til Lausanne. Imidlertid havde han både i Rusland og hjemme i Danmark efterladt sig mindet om at være en begavet mand. Da Petersborger-hoffet i slutningen af 1787 på ny kom i krig med tyrkerne, lod det foreslå i København, at man her skulde tillade ham at gå i russisk tjeneste; men dette ville regeringen ikke gå ind på. Formodentlig har den ment, at han kunne gøre skade der ovre ved at give luft for de bitre følelser, der sandsynligvis fyldte ham, imod forholdene i hans fædreland. Den foretrak at kalde ham hjem (foråret 1788). Men skønt styret nu var i hænderne på modstanderne af den regering, der havde sat ham på Munkholm, passede han ikke her i landet. Under den svære modgang, han uretfærdig havde lidt, var han blevet skarpt kritisk med hensyn til mange forhold i hjemmet, og hans meninger om, hvorledes Danmark-Norges hærvæsen burde indrettes, stemmede kun lidet med det stramme eksercervæsen, hvori den unge kronprins Frederik havde forelsket sig. Han fandt desuden, at der ikke blev givet ham oprejsning nok for den uret, han tidligere havde lidt. Han vendte derfor snart tilbage til Lausanne. Endnu en gang så det ud, som om han skulde komme i virksomhed. Det var, da den dansk-norske regering senere i samme år (1788) blev trukket ind i krigen mellem Sverige og Rusland. Den kaldte ham da atter hjem, i det han tillige blev udnævnt til generalmajor, men netop som han ville tiltræde rejsen, fik han underretning om, at der var sluttet våbenstilstand. Dog vandt han den fordel, at han fra nu af kom til at oppebære en anstændig pension hjemme fra, der satte ham i stand til sorgfrit at tilbringe resten af sine dage ved Genfersøens skønne kyst, sysselsat med læsning og i en kreds af mænd, som han satte pris på, deriblandt Reverdil. Han døde 30. september 1820. Han var ugift.
Falkenskiolds liv gør et vemodigt indtryk. Han blev uretfærdig behandlet, og i det hans gode evner langtfra ret kom til anvendelse, fik vort fædreland ingenlunde den nytte af ham, som han under gunstigere forhold kunne have gjort. De memoirer, han har efterladt sig, og som foreligger i en bearbejdelse af en fransk schweizer, Secretan, give vistnok ikke mange oplysninger af interesse med hensyn til Struensees katastrofe, de er tilmed ikke sjælden skrevne i en noget kedelig, docerende stil; men mange af hans bemærkninger om samtidige, særlig danske forhold læses med interesse. Hvor kritisk han end kan være, gør han dog indtryk af at have været en billig tænkende mand, og det må i høj grad anerkendes, at han trods alt, hvad han led 1772, dog senere kunde tale derom med så megen ro, som han gjorde.